# Potłumek przeponiec
Potłumek przeponiec (Weissia brachycarpa (Nees & Hornsch.) Jur.) – gatunek mchu należący do rodziny płoniwowatych (Pottiaceae Schimp.).

## Rozmieszczenie geograficzne
Występuje w Ameryce Północnej (Kanada, Stany Zjednoczone), Europie (m.in. Polska, Słowacja, Czechy), Azji i północnej Afryce. W Polsce podawany m.in. z obszaru województwa śląskiego i opolskiego.

## Morfologia
GametofitListki lancetowate, o podstawie słabo wyróżnionej do eliptycznej.
SporofitSeta o długości od 2–2,8 do 4 mm. Puszka zarodni jajowata, często lekko zakrzywiona lub wybrzuszona z jednej strony, wieczko opadające, perystomu brak.

## Biologia i ekologia
Puszki dojrzewają wiosną. Roślina rośnie na glebie i skałach wapiennych oraz obszarach trawiastych, na umiarkowanych wysokościach.

## Systematyka i nazewnictwo
Synonimy: Gymnostomum microstomum Hedw., Gymnostomum obliquum (Nees & Hornsch.) Johnson, Hymenostomum brachycarpum Nees & Hornsch., Hymenostomum microstomum (Hedw.) R. Br., Hymenostomum obliquum Nees & Hornsch, Weissia hedwigii H. A. Crum, Weissia microstoma (Hedwig) J. K. A. Müller.

## Zagrożenia
W skali Polski i Europy gatunek nie jest zagrożony. Został wpisany na czerwoną listę mszaków województwa śląskiego z kategorią zagrożenia LC (najmniejszej troski, stan na 2011 r.), województwa opolskiego z kategorią I (o nieokreślonym zagrożeniu, 2006 r.). W Czechach nadano mu kategorię LC (2005 r.), na Słowacji DD (o nieokreślonym zagrożeniu, wymaga dokładniejszych danych, 2001r.).